# Dobje
Dobje è un comune di 991 abitanti della Slovenia centro-orientale.